# Michel Piccoli

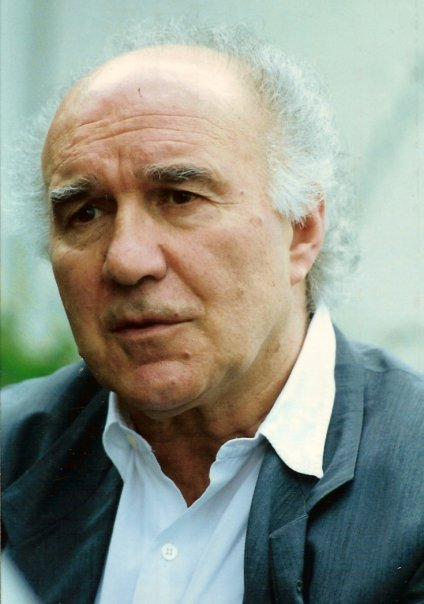
Michel Piccoli, 1993

Jacques Daniel Michel Piccoli (* 27. Dezember 1925 in Paris; † 12. Mai 2020 in Saint-Philbert-sur-Risle) war ein französischer Theater- und Filmschauspieler. Daneben war er auch als Drehbuchautor, Regisseur und Filmproduzent tätig. Piccolis Schauspielkarriere erstreckte sich über 70 Jahre; er galt als einer der bedeutendsten Charakterdarsteller Frankreichs.

## Leben

### Jugend

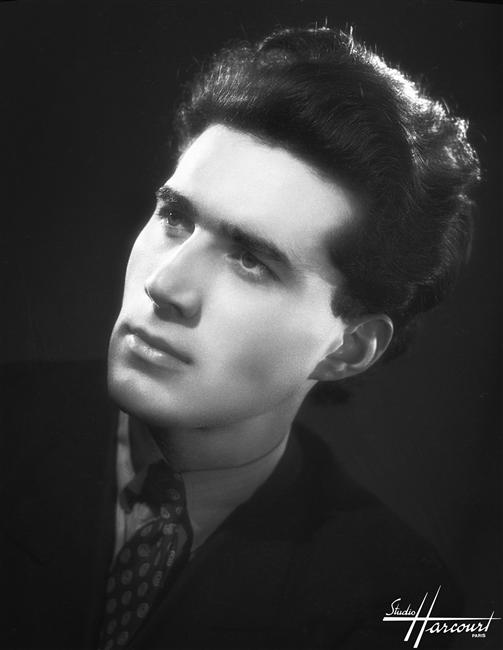
Michel Piccoli, 1945

Michel Piccoli war der Sohn einer Musikerfamilie italienischer Herkunft, die bereits seit mehreren Generationen in Paris lebt. Sein Vater Henri Piccoli war Violinist, seine Mutter Marcelle Expert-Bezançon Pianistin. Piccoli besuchte das Collège d’Annel, die École Alsacienne und das Collège Sainte-Barbe in Paris und nahm danach Schauspielunterricht bei René Simon. Als Schüler hatte er zuvor an verschiedenen Laien-Aufführungen teilgenommen. Nach seiner Schauspielausbildung trat er an verschiedenen Pariser Bühnen auf; so spielte er beispielsweise 1954 in der Uraufführung des Stücks La Soirée des proverbes von Georges Schehadé unter der Regie von Jean-Louis Barrault am Petit Théâtre Marigny. Zeitweilig war er Direktor des Théâtre de Babylone.

### Karriere
1944 hatte Piccoli sein Filmdebüt. Er spielte unter namhaften Regisseuren, zunächst oft nur in kleineren Rollen, unter anderem als Hauptmann Valorgeuil in Jean Renoirs French Can Can (1954), als Maurice Rouger in Kurt Maetzigs Ernst Thälmann – Führer seiner Klasse und als James Putnam in Die Hexen von Salem (1956). Seine Verkörperung der Religion in Gestalt des Priesters Lizzardi neben Georges Marchal und Michèle Girardon in Luis Buñuels Pesthauch des Dschungels (La mort en ce jardin, 1956) war seine erste große Rolle. 
Seine erste Hauptrolle war der in Annie Cordy verliebte Music-Hall-Direktor Jacques Forestier in der Romanze Tabarin (1958). Nach einer weiteren Rolle bei Buñuel in Tagebuch einer Kammerzofe war es die Figur des Schriftstellers Paul Javal in Die Verachtung (1963) von Jean-Luc Godard, die ihn berühmt machte. Zu seinem umfangreichen Repertoire gehörten unter anderem die Rollen des skrupellosen Erpressers neben Catherine Deneuve in Buñuels Belle de Jour – Schöne des Tages, des romantischen Musikladenbesitzers Simon Dame, den Danielle Darrieux in Jacques Demys Die Mädchen von Rochefort wegen seines Namens nicht heiraten will („Madame Dame“), und eines als Spitzel verdächtigten Mannes in Ein Mann zuviel von Costa-Gavras.
Alfred Hitchcock engagierte ihn 1968 neben weiteren französischen Stars wie Claude Jade, Dany Robin und Philippe Noiret für seinen Thriller Topas. Piccoli spielte darin den am Ende entlarvten Chef des Spionagerings Topas. Seine Filmpartnerin Claude Jade berichtete, dass Hitchcock es später bedauerte, Piccoli nicht die zentrale Hauptrolle gegeben zu haben, die Frederick Stafford verkörpert hatte. So ist Piccoli in jener Zeit noch der für einen Jüngeren Verlassene, wie von Catherine Deneuve in La Chamade – Herzklopfen.
Mit Die Dinge des Lebens begann seine Arbeit mit dem Regisseur Claude Sautet. Er spielt bei ihm, oft gemeinsam mit Romy Schneider, Hauptrollen in Das Mädchen und der Kommissar, Mado und Vincent, François, Paul und die anderen. Mit Schneider bildete er auch bei anderen Regisseuren ein Filmpaar, so auch in ihrem letzten Film Die Spaziergängerin von Sans-Souci. Piccoli spielte ab Anfang der 1970er oft abgründige Vertreter der bürgerlichen Gesellschaft im Grenzbereich zum Anarchismus. Als eindrucksvolle Darbietung galt seine Rolle als grunzender Proletarier im wortlosen Themroc von Claude Faraldo.

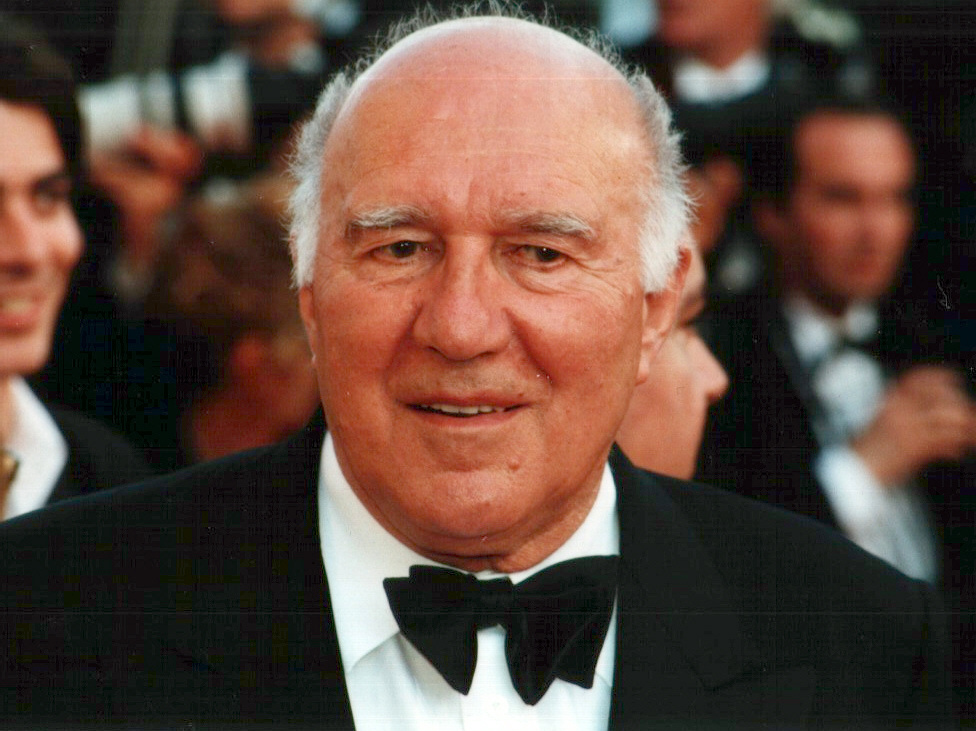
Michel Piccoli, 2000

Neben seiner Filmtätigkeit trat Piccoli in Theaterproduktionen auf und war unter anderem in Inszenierungen von Luc Bondy, Peter Brook und Robert Wilson zu sehen. 2007 wurde er in die Wettbewerbsjury der 60. Filmfestspiele von Cannes berufen und für seine Hauptrolle als Henri Husson in Manoel de Oliveiras Drama Belle Toujours für den Europäischen Filmpreis nominiert.

### Politisches Engagement
Wie viele andere Film- und Theaterkollegen engagierte sich auch Piccoli in der politischen Linken Frankreichs. So setzte er sich etwa für den kommunistischen und pazifistischen Mouvement de la paix ein und für Amnesty International. 2007 unterstützte er in einem Aufruf, der von 150 Intellektuellen und Künstlern unterzeichnet wurde, die sozialistische Präsidentschaftskandidatin Ségolène Royal.

### Privatleben
1954 heiratete Michel Piccoli die Schauspielerin Éléonore Hirt. Aus der Ehe ging eine Tochter hervor. Nach einer Affäre mit Romy Schneider heiratete er 1966 Juliette Gréco; die Ehe wurde 1977 geschieden. Von 1978 bis zu seinem Tod war er in dritter Ehe mit der Drehbuchautorin Ludivine Clerc verheiratet, mit der er zwei Kinder adoptierte. 

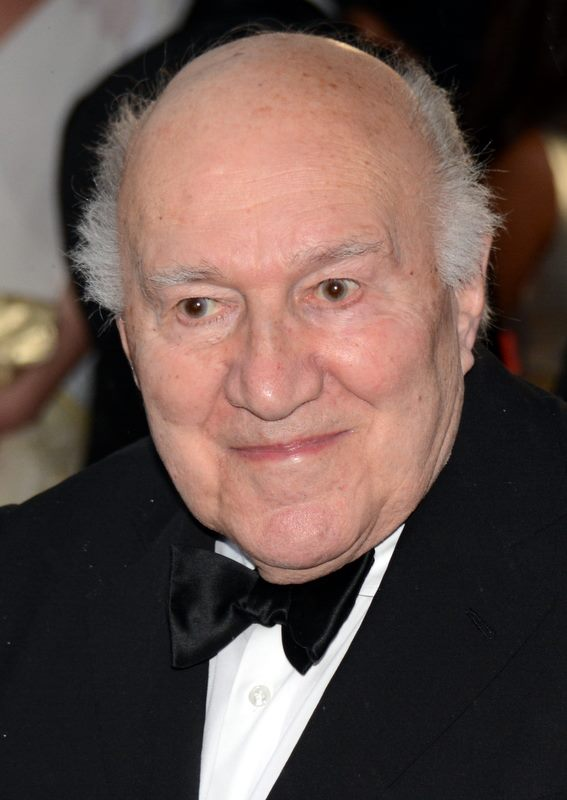
Michel Piccoli (2013)

Piccoli starb am 12. Mai 2020 im Alter von 94 Jahren auf seinem Anwesen in Saint-Philbert-sur-Risle in der Normandie an den Folgen eines Schlaganfalls.

## Filmografie (Auswahl)
- 1945: Das Geheimnis der Berghütte (Sortilèges)
- 1949: Vor Tagesanbruch (Le point du jour)
- 1951: Ohne Angabe der Adresse (…Sans laisser d’adresse)
- 1954: French Can Can
- 1954: Liebe, Frauen und Soldaten (Destinées)
- 1954: Alles um mich ist Musik (Tout chante autour de moi)
- 1955: Ernst Thälmann – Führer seiner Klasse
- 1955: Das große Manöver (Les Grandes Manœuvres)
- 1956: Pesthauch des Dschungels (La mort en ce jardin)
- 1956: Der Liebesroman einer Königin (Marie-Antoinette reine de France)
- 1957: Natali (Nathalie)
- 1957: Die Hexen von Salem (Les sorcières de Salem)
- 1958: Tabarin
- 1958: Sonntagsfreunde (Les copains du dimanche)
- 1959: Das Weib und der Verdammte (La bête à l’affût)
- 1960: Reporter, Mord und Mannequins (La dragée haute)
- 1960: Die Spur führt nach Caracas (Le bal des espions)
- 1961: Egmont (Fernsehfilm)
- 1962: Der Teufel mit der weißen Weste (Le doulos)
- 1961: Hinter fremden Fenstern (Le rendez-vous)
- 1963: Nacht der Erfüllung (Le jour et l’heure)
- 1963: Die Verachtung (Le mépris)
- 1964: Tagebuch einer Kammerzofe (Le journal d’une femme de chambre)
- 1964: Schräger Charme und tolle Chancen (La chance et l’amour)
- 1964: Verführungen (De l’amour)
- 1965: Mord im Fahrpreis inbegriffen (Compartiment tueurs)
- 1965: Agenten lassen bitten (Masquerade)
- 1965: Lady L
- 1966: Der Krieg ist vorbei (La guerre est finie)
- 1966: Schornstein Nr. 4 (La voleuse)
- 1966: Die Beute (La curée)
- 1966: Die Geschöpfe (Les créatures)
- 1966: Brennt Paris? (Paris brûle-t-il?)
- 1967: Ein Mann zuviel (Un homme de trop)
- 1967: Belle de Jour – Schöne des Tages (Belle de jour)
- 1967: Die Mädchen von Rochefort (Les demoiselles de Rochefort)
- 1968: Benjamin – Aus dem Tagebuch einer männlichen Jungfrau (Benjamin ou Les mémoires d’un puceau)
- 1968: Gefahr: Diabolik! (Diabolik)
- 1968: La Chamade – Herzklopfen (La chamade)
- 1968: Seine Gefangene (La prisonnière)
- 1968: Die Milchstraße (La voie lactée)
- 1969: Dillinger ist tot (Dillinger è morto)
- 1969: Topas (Topaz)
- 1969: Die Dinge des Lebens (Les choses de la vie)
- 1971: Drei auf der Flucht (La poudre d’escampette)
- 1971: Das Mädchen und der Kommissar (Max et les ferrailleurs)
- 1971: Der zehnte Tag (La décade prodigieuse)
- 1972: Themroc
- 1972: Allein mit Giorgio (Liza)
- 1972: Der diskrete Charme der Bourgeoisie (Le charme discret de la bourgeoisie)
- 1972: Das Attentat (L’attentat)
- 1972: Die Audienz (L’udienza)
- 1973: Berühre nicht die weiße Frau (Touche pas à la femme blanche)
- 1973: Blutige Hochzeit (Les noces rouges)
- 1973: Das große Fressen (La grande bouffe)
- 1973: Die unbekannte Schöne (La femme en bleu)
- 1974: Grandeur nature
- 1974: Trio Infernal (Le trio infernal)
- 1974: Das Gespenst der Freiheit (Le fantôme de la liberté)
- 1974: Vincent, François, Paul und die anderen (Vincent, François, Paul… et les autres)
- 1975: Quartett Bestial (Sept Morts Sur Ordonnance)
- 1975: Der dritte Grad (La faille)
- 1976: Mado
- 1976: Todo modo
- 1976: Die letzte Frau (La dernière femme)
- 1977: Die wilden Mahlzeiten (René la canne)
- 1977: Verwöhnte Kinder (Des enfants gâtés)
- 1977: Der Ankläger (L’imprécateur)
- 1978: Das gefährliche Spiel von Ehrgeiz und Liebe (La part du feu)
- 1978: Lautlose Angst (L’état sauvage)
- 1978: Zucker, Zucker! (Le sucre)
- 1978: Das kleine Mädchen aus blauem Samt (La petite fille en velours bleu)[9]
- 1978: Strauberg ist da
- 1979: Leichen muss man feiern, wie sie fallen (Giallo napoletano)
- 1979: Wer die Zügel hält (Le mors aux dents)
- 1980: Atlantic City, USA (Atlantic City)
- 1980: Der Sprung ins Leere (Salto nel vuoto)
- 1980: Der Preis fürs Überleben
- 1981: Ein kleines Luder (La fille prodigue)
- 1981: Eine merkwürdige Karriere (Une étrange affaire)
- 1981: Der Maulwurf (Espion, lève-toi)
- 1981: Verwirrung der Gefühle (La confusion des sentiments)
- 1982: Die Spaziergängerin von Sans-Souci (La passante du Sans-Souci)
- 1982: Flucht nach Varennes (La nuit de Varennes)
- 1982: Jenseits der Schwelle (Oltre la porta)
- 1982: Passion
- 1982: Die Augen, der Mund (Gli occhi, la bocca)
- 1982: Ein Zimmer in der Stadt (Une chambre en ville)
- 1983: Gefährliche Züge (La diagonale du fou)
- 1983: Kopfjagd – Preis der Angst (Le prix du danger)
- 1984: Viva la vie - Es lebe das Leben (Viva la vie)
- 1984: Duell ohne Gnade (La diagonale du fou)
- 1985: Weggehen und wiederkommen (Partir revenir)
- 1985: Adieu Bonaparte
- 1985: Gefahr im Verzug (Péril en la demeure)
- 1986: Der Tölpel (Le paltoquet)
- 1986: Die Nacht ist jung (Mauvais sang)
- 1987: Krank vor Liebe (Maladie d’amour)
- 1987: La rumba
- 1987: Das weite Land
- 1988: Die Mondscheingasse (La ruelle au clair de lune)
- 1990: Eine Komödie im Mai (Milou en mai)
- 1991: Martha und ich (Martha et moi)
- 1991: Die schöne Querulantin (La belle noiseuse)
- 1991: Das Schicksal des Freiherrn von Leisenbohg (L’amour maudit de Leisenbohg)
- 1991: Le voleur d’enfants
- 1992: Ein Affenzirkus (Le bal des casse-pieds)
- 1994: Tödliches Geld – Das Gesetz der Belmonts (Fernsehfilm)
- 1994: Ein schwarzer Engel (L’ange noir)
- 1994: Der Emigrant (Al-mohager)[10]
- 1995: Hundert und eine Nacht (Les cent et une nuits de Simon Cinéma)
- 1996: Die Reisegefährtin (Compagna di viaggio)
- 1996: Beaumarchais – Der Unverschämte (Beaumarchais, l’insolent)
- 1996: Tykho Moon
- 1996: Party
- 1997: Genealogien eines Verbrechens (Généalogies d’un crime)
- 1997: Eine Leidenschaft in der Wüste (Passion in the desert)
- 1999: Rien sur Robert
- 2000: Alles bestens (wir verschwinden) (Tout va bien, on s’en va)
- 2001: Ich geh’ nach Hause (Je rentre à la maison)
- 2003: Die kleine Lili (La petite Lili)
- 2005: Espelho Mágico
- 2006: Belle Toujours
- 2007: Sous les toits de Paris
- 2007: Die Herzogin von Langeais (Ne touchez pas la hache)
- 2008: Le bel âge
- 2008: The Dust of Time (Trilogia II: I skoni tou chronou)
- 2011: Habemus Papam – Ein Papst büxt aus (Habemus papam)
- 2012: Ihr werdet euch noch wundern (Vous n’avez encore rien vu)
- 2012: Holy Motors
- 2012: Lines of Wellington – Sturm über Portugal (Linhas de Wellington)
- 2014: Le goût des myrtilles
- 2015: Notre-Dame des hormones (Kurzfilm, Stimme)

## Auszeichnungen (Auswahl)
- 1980: Darstellerpreis der Internationalen Filmfestspiele von Cannes in Der Sprung ins Leere
- 1982: Silberner Bär der Berlinale als bester Darsteller in Verwirrung der Gefühle
- 1982: Nominierung für den César als bester Hauptdarsteller in Verwirrung der Gefühle
- 1985: Nominierung für den César als bester Hauptdarsteller in Gefährliche Züge
- 1988: Deutscher Filmpreis als bester Hauptdarsteller in Das weite Land
- 1991: Nominierung für den César als bester Hauptdarsteller in Eine Komödie im Mai
- 1992: Nominierung für den César als bester Hauptdarsteller in Die schöne Querulantin
- 1997: Filmcritica „Bastone Bianco“-Preis bei den Internationalen Filmfestspielen von Venedig für Alors voilà
- 1997: Darstellerpreis des Internationalen Filmfestivals von Shanghai für Die Reisegefährtin
- 2001: Europäischer Theaterpreis
- 2001: Nominierung für den Europäischen Filmpreis als bester Darsteller in Ich geh’ nach Hause
- 2006: Nominierung für den Theaterpreis Molière als bester Hauptdarsteller in König Lear
- 2007: Nominierung für den Theaterpreis Molière als bester Hauptdarsteller in König Lear
- 2007: Excellence Award sowie Silberner Leopard des Internationalen Filmfestivals von Locarno für Sous les toits de Paris
- 2007: Nominierung für den Europäischen Filmpreis als bester Darsteller in Ich geh’ nach Hause
- 2011: DIVA – Deutscher Entertainment Preis
- 2011: Nastro d’Argento für Habemus Papam
- 2011: Ehrenpreis für sein Lebenswerk bei der Verleihung des Europäischen Filmpreises, Nominierung für den Europäischen Filmpreis als bester Darsteller in Habemus Papam

## Dokumentarfilm
- Der erstaunliche Monsieur Piccoli. (OT: L’extravagant monsieur Piccoli.) Dokumentarfilm, Frankreich, 2016, 55:15 Min., Buch und Regie: Yves Jeuland, Produktion: Kuiv Productions, arte France, INA, Cine+, Erstsendung: 28. Mai 2017 bei arte, Inhaltsangabe von ARD.